# Konstanty Kułagowski

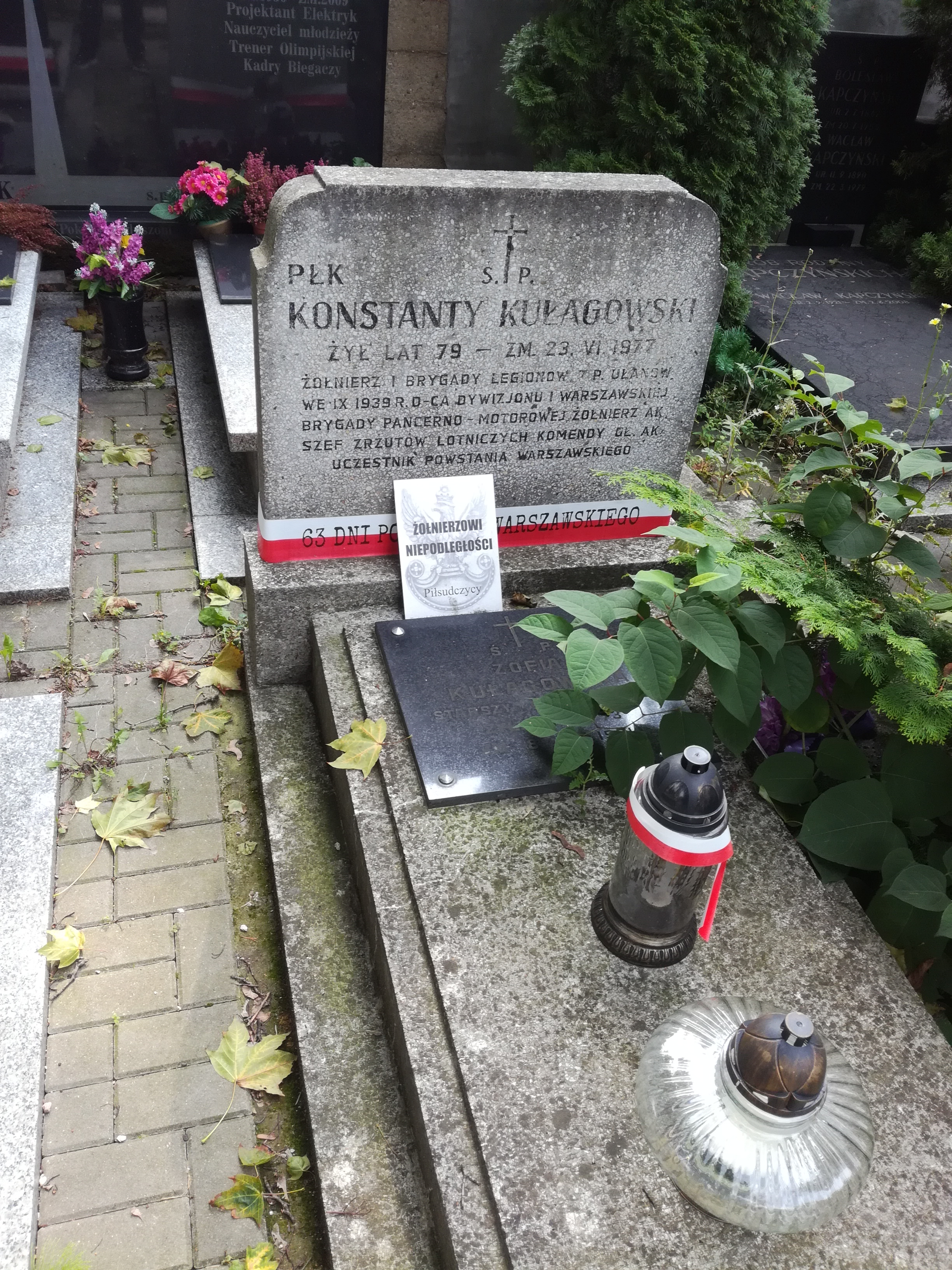
Grób Konstantego Kułagowskiego na Starym Cmentarzu w Łodzi

Konstanty Kułagowski, ps. „Rabin”, „Rareż” (ur. 10 marca 1898 w Chmielniku, zm. 23 czerwca 1977 w Łodzi) – podpułkownik kawalerii Wojska Polskiego, działacz niepodległościowy, kawaler Orderu Virtuti Militari.

## Życiorys
Urodził się 10 marca 1898 w Chmielniku, w rodzinie Stanisława, urzędnika, i Kazimiery z Żelawskich. Od 1907 roku uczył się w Szkole Handlowej w Kielcach i należał tam do tajnego skautingu oraz „Zarzewia”.
23 sierpnia 1914 roku wstąpił do Legionów Polskich jako szeregowiec w 1 pułku piechoty, a następnie jako telefonista w Oddziale Telegraficznym 1 pułku piechoty. Uczestniczył w kursie oficerskim w Zambrowie. Po kryzysie przysięgowym internowany w obozie w Szczypiornie, a następnie w Łomży, zwolniony z internowania w lipcu 1918 roku.
W listopadzie 1918 roku wstąpił do Wojska Polskiego i został przydzielony do 7 pułku ułanów, gdzie ukończył podoficerski kurs karabinów maszynowych i został zastępcą dowódcy plutonu. W okresie od września 1919 do kwietnia 1920 uczestniczył w kursie dla uczniów żołnierzy przy Dowództwie Okręgu Generalnym „Lwów”, gdzie uzyskał świadectwo maturalne. Na porucznika został awansowany ze starszeństwem z dniem 1 października 1920 roku. Po powrocie z kursu został dowódcą plutonu w szwadronie karabinów maszynowych 7 pułku ułanów, następnie był oficerem broni i oficerem gazowym pułku i ponownie dowódcą plutonu karabinów maszynowych. We wrześniu 1923 roku został adiutantem pułku, a następnie kolejno dowódcą plutonu, oficerem ewidencyjno-personalnym pułku, oficerem gazowym. Po ukończeniu kursu w Centralnej Szkole Strzelań w Toruniu w kwietniu 1927 roku pełnił obowiązki dowódcy szwadronu w 7 pułku ułanów. 2 kwietnia 1929 roku awansował na rotmistrza ze starszeństwem z dniem 1 stycznia 1929 roku i 25. lokatą w korpusie oficerów kawalerii. W okresie od października 1929 do czerwca 1930 roku skończył kurs dowódców szwadronów w Centrum Wyszkolenia Kawalerii w Grudziądzu, gdzie odbywa następnie staż. W grudniu 1930 roku został dowódcą plutonu w 10 pułku strzelców konnych, a w kwietniu 1931 roku wrócił do 7 pułku ułanów na stanowisko dowódcy szwadronu.
W styczniu 1933 roku przeniesiony do Dowództwa Korpusu Ochrony Pogranicza w Warszawie na stanowisko kierownika Referatu Wyszkolenia Kawalerii. Od lipca 1933 roku dowodził szwadronem KOP „Iwieniec”, a od października tego roku szwadronem KOP „Hnilice Wielkie”. Od sierpnia do listopada 1934 roku był słuchaczem kursu doskonalącego w Centrum Wyszkolenia Piechoty w Rembertowie, a po jego ukończeniu został dowódcą szwadronu zapasowego 8 pułku ułanów w Krakowie, którym dowodził do 1939 roku. Na majora został awansowany ze starszeństwem z dniem 19 marca 1937 roku.
W sierpniu 1939 roku został dowódcą dywizjonu rozpoznawczego Warszawskiej Brygady Pancerno-Motorowej i na jego czele walczył w kampanii wrześniowej.
Po zakończeniu walk przez brygadę uniknął niewoli i w październiku 1939 roku wrócił do Warszawy, gdzie wstąpił do SZP, później kolejno Związku Walki Zbrojnej i Armii Krajowej. W 1941 roku został komendantem Obwodu Śródmieście Okręgu Warszawa AK, funkcję tę pełnił do marca 1944 roku. W tym czasie rozkazem z dnia 11 listopada 1942 roku został awansowany na podpułkownika.
W kwietniu 1944 roku objął funkcję szefa Wydziału Zrzutów Oddziału V Łączności Komendy Głównej AK, którą pełnił do upadku powstania warszawskiego.
Po zakończeniu II wojny światowej wrócił do Polski i zamieszkał w Łodzi, gdzie pracował w Wojewódzkim Biurze Projektów. Był także długoletnim, zasłużonym członkiem Stowarzyszenia Miłośników Dawnej Broni i Barwy.
Zmarł 23 czerwca 1977 roku w Łodzi. Został pochowany na Starym Cmentarzu w Łodzi. Osierocił syna Andrzeja, magistra inżyniera, zatrudnionego wówczas w Pracowni TM-2 Zakładu Projektowania i Konstrukcji Galwanizerni i Lakierni.

## Ordery i odznaczenia
- Krzyż Srebrny Orderu Wojskowego Virtuti Militari nr 2642 – 1921[7][1]
- Krzyż Niepodległości – 9 listopada 1931 „za pracę w dziele odzyskania niepodległości”[8][9]
- Krzyż Walecznych czterokrotnie[10]
- Srebrny Krzyż Zasługi – 19 marca 1937 „za zasługi w służbie wojskowej”[11][12]
- Medal Pamiątkowy za Wojnę 1918–1921[10]
- Medal Dziesięciolecia Odzyskanej Niepodległości[10]
- Odznaka pamiątkowa 7 Pułku Ulanów
- łotewski Medal Pamiątkowy 1918-1928 – 6 sierpnia 1929[13]